# Šukrut

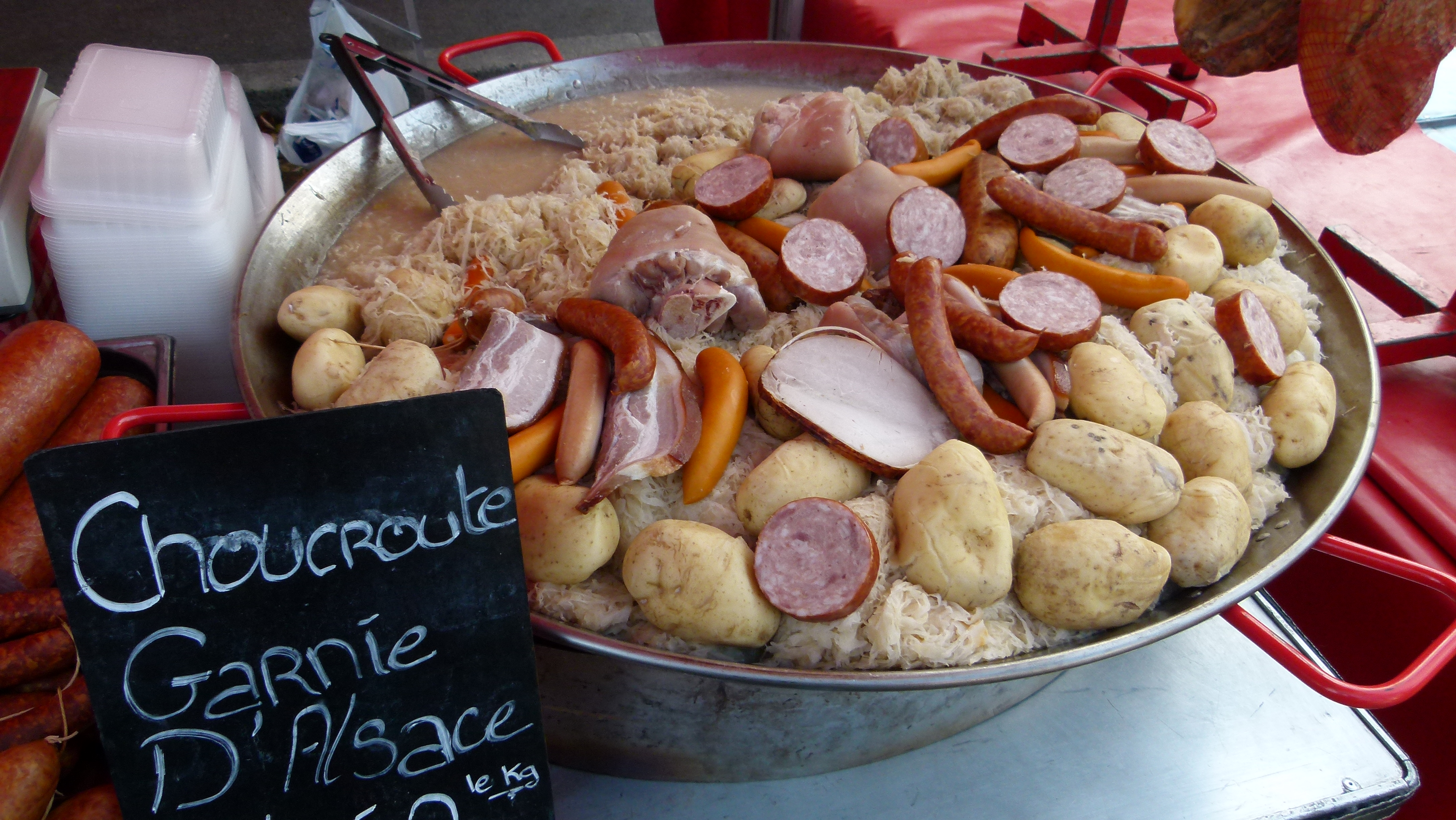
Šukrut

Šukrut (choucroute) je charakteristická kulinářská specialita francouzského regionu Alsasko. Název pochází z francouzského slova chou a německého kraut, což oboje znamená hlávkové zelí. Aby se předešlo záměně s jinými zelnými pokrmy, používá se také upřesňující označení choucroute d'Alsace (alsaské zelí) nebo choucroute garnie (obložené zelí).
Základní surovinou je bílé kysané zelí, které se v litinovém hrnci pomalu dusí na husím sádle s cibulí, česnekem, jablky a kořením (bobkový list, hřebíček, pepř černý, jalovčinky) a podlévá suchým bílým vínem, nejčastěji odrůdy ryzlink rýnský. Hotové zelí se podává s vařenými bramborami a různými druhy masa a uzenin: např. vepřové nožičky, uzená krkovička, šunka, klobásy, lokální salám Saucisse de Morteau a frankfurtské párky. Někdy se používá také drůbeží nebo rybí maso, další variantou je choucroute royale, do něhož se místo vína přidává šampaňské.
Původ receptu sahá do 17. století, po prohrané prusko-francouzské válce se s alsaskými uprchlíky rozšířil po celé Francii. V roce 2012 podali Francouzi žádost, aby alsaský šukrut obdržel od Evropské unie chráněné zeměpisné označení.
Účes, který nosila Brigitte Bardotová ve filmu Pohrdání, se stal v šedesátých letech módním hitem pod přezdívkou choucroute.